# Домброва (Цехановський повіт)
Домброва (пол. Dąbrowa) — село в Польщі, у гміні Ойжень Цехановського повіту Мазовецького воєводства.
Населення — 164 особи (2011).
У 1975-1998 роках село належало до Цехановського воєводства.

## Демографія
Демографічна структура станом на 31 березня 2011 року:
|          | Загалом | Допрацездатний вік | Працездатний вік | Постпрацездатний вік |
| -------- | ------- | ------------------ | ---------------- | -------------------- |
| Чоловіки | 85      | 18                 | 54               | 13                   |
| Жінки    | 79      | 15                 | 43               | 21                   |
| Разом    | 164     | 33                 | 97               | 34                   |